# パンツあたためますか?
『パンツあたためますか？』は、石山雄規による日本のライトノベル。イラスト担当はbun150。『マイナスイオン・オレンジ』のタイトルで第22回スニーカー大賞【春】にて優秀賞を受賞し、刊行にあたって改題された。角川スニーカー文庫（KADOKAWA）より2017年8月から2018年1月まで刊行された。

## あらすじ
ある日、大学生の久瀬直樹が帰宅すると面識のない美少女、北原真央が久瀬のパンツを漁っていた。北原のストーカー行為が続くなか、公園で女子小学生に出会い、憧れの先輩からデートに誘われ、初恋の人と再開するなど、久瀬の人間関係が展開し始める。

## 登場人物

### 主要人物
久瀬 直樹（くぜ なおき）[1巻-]
大学2回生。オカルト研究会所属。
北原 真央（きたはら まお）[1巻-]
専門学校生。部屋に侵入してパンツを漁るなど久瀬にストーカー行為をしている。2巻では北海道の実家に帰省している。
中野 由依（なかの ゆい）[1巻-]
久瀬が公園で出会った小学3年生。人工精霊の「オレンジ」を探している。

### オカルト研究会
結川 桃花（ゆいかわ ももか）[1巻-]
大学3回生。久瀬が憧れる先輩。
桜井 明（さくらい あきら）[1巻-]
大学2回生。久瀬の悪友。
上代 遥（かみしろ はるか）／ミカン[1巻-]
大学2回生。桜井の彼女で、久瀬のアルバイト先であるメイド喫茶「ばんぷるむぅす」の同僚。
芹沢 優（せりざわ ゆう）[2巻-]
大学2回生。海外留学していたが帰国してきた。
飯田（いいだ）[2巻-]
久瀬の先輩。

### ばんぷるむぅす
中野 栞（なかの しおり）／リンゴ[2巻-]
由衣の姉。久瀬のアルバイト先の後輩。
西ノ宮 理沙（にしのみや りさ）／ザクロ[2巻-]
大学1回生。久瀬の隣室に引っ越して来て、久瀬の部屋に侵入した。

### その他
伊藤 渚（いとう なぎさ）[1巻-]
久瀬の高校時代の同級生。久瀬が告白し、断られた相手。
北原（きたはら）[1巻]
真央の弟。高校生。

## 評価
第22回スニーカー大賞【春】の授賞にあたっては「特にヒロインの可愛さと、キャラクターのかけあいの楽しさに注目が集まり優秀賞となりました。」とされている。
滝本竜彦は、推薦文において「感動した！！！！」「過去の滝本竜彦作品、それが丁寧にリミックスされたかのような作品。『NHKにようこそ!』ファンにおすすめ。」と評価している。

## 既刊一覧
- 石山雄規（著）・bun150（イラスト） 『パンツあたためますか？』 KADOKAWA〈角川スニーカー文庫〉、全2巻
  1. 2017年8月1日発売、ISBN 978-4-04-106026-1
  2. 2018年1月1日発売、ISBN 978-4-04-106367-5